# كراي إكس كى 7
كراي إكس كى 7 (بالإنجليزية: Cray XK7)‏ منصة حواسيب فائقة تصنعها شركة كراي أطلقت في 12 أكتوبر 2012 وهي المنصة الثانية من كراي تستخدم مجموعة من وحدات المعالجة المركزية ("CPUs") و وحدات معالجة الرسوميات ("GPUs") لأجل الحوسبة.